# تیک-تو اینتراکتیو
تیک تو اینتراکتیو (Take-Two Interactive Software, Inc.) یک شرکت هلدینگ آمریکایی واقع در نیویورک سیتی است که زمینه فعالیت آن در صنعت بازی‌های ویدئویی است و توسط رایان برانت در سپتامبر ۱۹۹۳ تأسیس شد.
این شرکت مالک دو بخش بزرگ انتشار بازی به نام راک استار گیمز و ۲کی گیمز است که توسعه بازی‌های داخلی را اداره می‌کنند. تیک تو بخش Private Division را برای حمایت از انتشار از توسعه دهندگان مستقل ایجاد کرد و اخیراً یک استودیوی داخلی جدید به نام intercept Games معرفی کرد. این شرکت همچنین بازی‌های داستان شبح را تشکیل داد که توسط یک استودیوی سابق ۲کی با نام بازی‌های غیر منطقی ساخته شده بود. تیک تو توسعه دهندگان Socialpoint,Playdots,Nordeus را خریداری کرد و اخیرا هم شرکت بازیسازی موبایل zynga را به قیمت ۱۲.۷ میلیارد دلار خریداری کرد، تا بتواند خود را در بازار بازی موبایل تثبیت کند. که شامل برنده های بسیار محبوب بازی های اجتماعی زینگا از جمله FarmVille و Words With Friends می شود ، این شرکت همچنین مالک ۵۰٪ از سازمان حرفه ای ورزش الکترونیک ان بی ای ۲کا لیگ است. نمونه کارها ترکیبی تیک تو شامل فرنچایزهایی مانند ،سرزمین‌های مرزی (بازی ویدئویی)، بایوشاک، اتومبیل‌دزدی بزرگ، ان‌بی‌ای ۲کا و رد دد ریدمپشن است. تا مارس ۲۰۱۸، این شرکت سومین شرکت بزرگ بازی مورد معامله عمومی در قاره آمریکا و اروپا پس از اکتیویژن،  بلیزارد و  الکترونیک آرتز است که درپوش بازار تخمینی آن ۱۳ میلیارد دلار آمریکا است.